# Ветютнев
Ветю́тнев — хутор во Фроловском районе Волгоградской области России. Административный центр Ветютневского сельского поселения

## География
Расположен на левом берегу Арчеды в 8 км западнее Фролово и в 135 км к северо-западу от Волгограда.
Через хутор проходит автодорога Р-22 «Каспий»

### Природа
Резерват «Пильнянский» — места концентрации охотничьих животных, а также редких и исчезающих видов. Запрещена охота на зайца-русака, дрофу, стрепета, авдотку, серую куропатку.

## История
Наименование хутора восходит к слову Ветютень, что означает на донских и южнорусских говорах - голубь.
До революции хутор входил в пятерку самых крупных поселений района. В нём находилась церковь Покрова Пресвятой Богородицы. Административной входил в Усть-Медведицкий округ области Войска Донского.
В 1936 году хутор был центром Ветютневского сельсовета. В 1961 году сельсовет был упразднён, его территория была передана в состав Гуляевского сельсовета, центром которого был хутор Гуляевка. В 1975 году в состав Ветютнева вошли соседние хутора Скачков и Усов. В 1981 году центр сельсовета был перенесён из Гуляевки в Ветютнев, а сам сельсовет был переименован в Ветютневский. При образовании Ветютневского сельского поселения хутор Ветютнев стал его центром.

## Население
| 2002 | 2010  |
| ---- | ----- |
| 1219 | ↘1186 |

## Инфраструктура
В хуторе находятся школа, медучреждение, магазины, рынок, пекарня, церковь.
Хутор газифицирован, есть водопровод, асфальтированные дороги.